# Afganisztán demográfiája

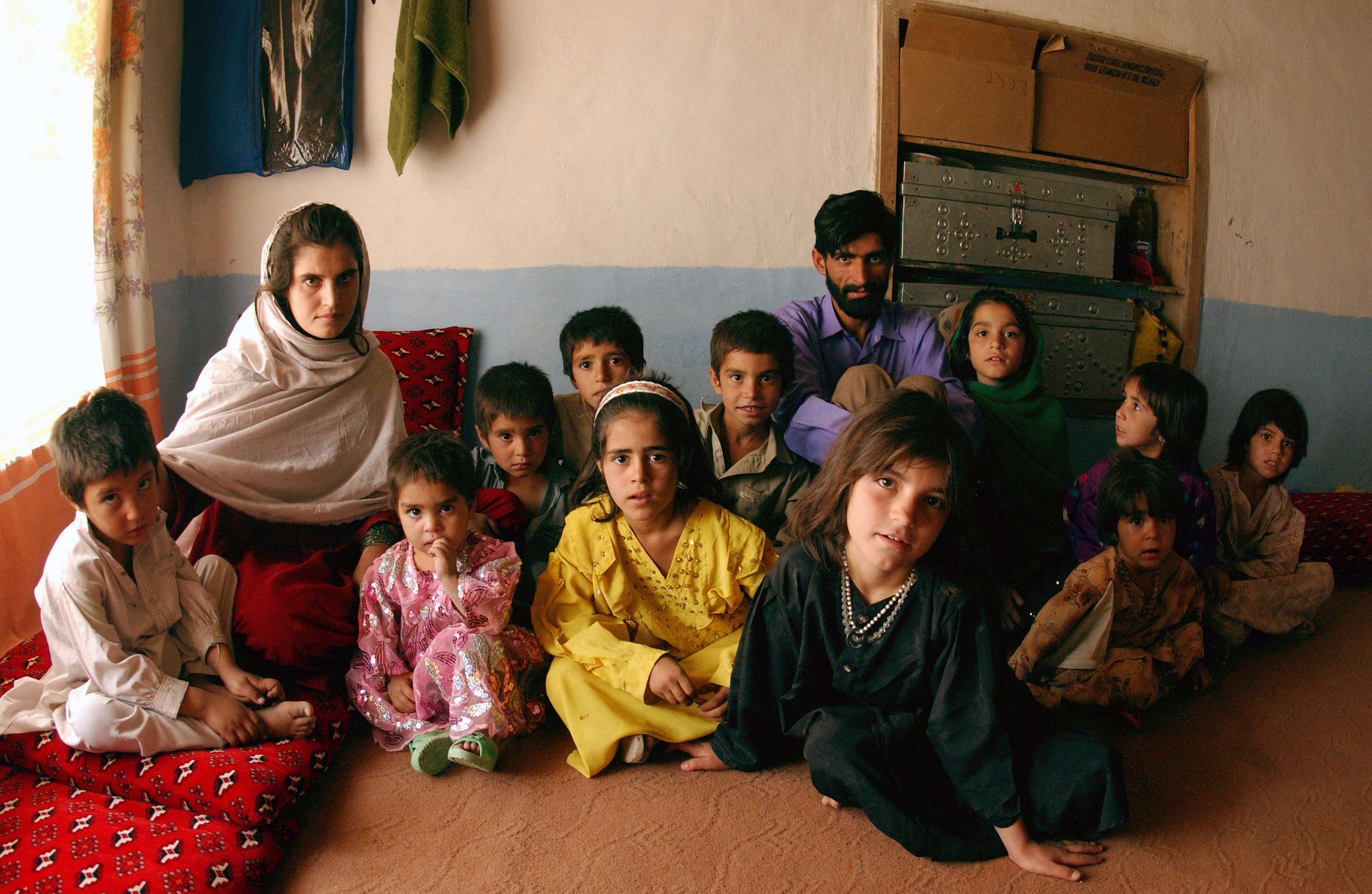
Afgán család

Afganisztán lakossága 2023-ban mintegy 41 millió fő. Az ország soknemzetiségű és soknyelvű társadalomból áll, ami tükrözi a Közép-Ázsia, Dél-Ázsia és Nyugat-Ázsia közötti történelmi kereskedelmi és inváziós útvonalak mentén fekvő országot. Az ország etnikai csoportjai közé tartoznak a pashtun, tádzsik, hazara, üzbég, valamint kisebb csoportok, mint a beludzsok, nurisztániak, türkmének, aimaqok, mongolok és néhány más, kevésbé ismert csoport. Ezek együtt alkotják a mai afgán népet.
A lakosság mintegy 46%-a 15 év alatti, és az afgánok 74%-a vidéken él. Az átlagos nő egész élete során 4,5 gyermeket szül, ami a legmagasabb teljes termékenységi arányszám Afrikán kívül. A csecsemők mintegy 6,8%-a hal meg szüléskor vagy csecsemőkorban. 2019-ben az ország várható átlagos élettartamát 63 év körülire becsülték és a lakosság mindössze 0,04%-a HIV-fertőzött.
Az ország hivatalos nyelve a perzsa (dari) és a pastu. A dari a túlnyomó többség számára interetnikus lingua francaként funkcionál. A pashto nyelvet széles körben használják a Hindukus hegységtől délre fekvő régiókban és a szomszédos Pakisztánban egészen az Indus folyóig. Az üzbég és a türkmén kisebb nyelvek, amelyeket az északi részeken beszélnek. A többnyelvűség az egész országban elterjedt, különösen a nagyvárosokban.
A lakosság 69,7%-a szunnita iszlámot gyakorol és a hanafi iszlám jogi iskolához tartozik, míg 30-35%-a a síita iszlám követője; többségük a twelver ághoz tartozik, kisebb számban az iszmailiták is. A fennmaradó 0,3% más vallásokat, például a szikhizmust és a hinduizmust gyakorolja. A főbb városok városi lakosságát leszámítva a legtöbb ember törzsi és egyéb rokonsági alapú csoportokba szerveződik, akik saját hagyományos szokásaikat követik.

## Nyelv
Az ország hivatalos nyelve a dari és a pashtu.